# قانون الجريمة المنظمة لعام 2015
قانون الجريمة المنظمة لعام 2015 هو قانون أصدره برلمان سنغافورة يخول سلطات إنفاذ القانون الكشف عن الأنشطة الإجرامية المنظمة والتحقيق فيها ومنعها وتعطيلها، وحرمان الأشخاص المتورطين في مثل هذه من ممارسة الأنشطة بالاستفادة من مردودات جرائمهم، وكذلك إجراء التعديلات اللاحقة والمتعلقة ببعض القوانين الأخرى. تم تصميم القانون خصيصًا لمنح حكومة سنغافورة مزيدًا من الصلاحيات في مكافحة الجريمة وخاصة ضد العقول المدبرة الذين يوجهون الآخرين إلى الأعمال الإجرامية ويحثونهم على القيام بها.

## ملخص القانون
تُعرَّف مجموعة الجريمة المنظمة (OCG) في سنغافورة بأنها ثلاثة أشخاص أو أكثر متورطون في جرائم خطيرة، مثل الاتجار بالمخدرات وغسيل الأموال بهدف تحقيق منفعة مادية أو مالية. ويمنح قانون الجريمة المنظمة حكومة سنغافورة المزيد من الصلاحيات في مكافحة الجريمة. مع القانون الجديد:
- المصادرة المدنية: يجوز للمدعي العام أن يتقدم بطلب إلى المحكمة العليا لمصادرة المكاسب المادية المتأتية من أنشطة مجموعة الجريمة المنظمة حتى بدون إدانة جنائية. إذا كان المدعي العام قادرًا على إثبات وقوع الجريمة على الأرجح، يمكن للمحاكم مصادرة المزايا التي تم الحصول عليها بطريقة غير مشروعة قبل إصدار الحكم.[8]
- الأوامر الوقائية: يمكن للمدعي العام أيضًا التقدم بطلب للأوامر الوقائية الثلاثة التالية:[9]

1. يسمح أمر منع الجريمة المنظمة للمحكمة بتقييد الأنشطة ومراقبة تحركات المشتبه به إلكترونيًا على مدار فترة خمس سنوات. يمكن إصدار هذا الأمر دون إدانة المشتبه به.[10]
2. أمر الإبلاغ المالي، يتطلب من المشتبه فيه تزويد السلطات بالتقارير المالية، والتي يمكن أن تستمر طوال فترة سجنه مع خمس سنوات إضافية. يمكن إصدار هذا الأمر دون إدانة المشتبه به.[11]
3. أمر عدم الأهلية، يمنع المتهم من التصرف كمدير لشركة بعد إدانته.[12]

## استخدامات القانون
في حين أن حالة الجريمة في سنغافورة لا تزال تحت السيطرة، فإن القانون الجديد يوفر لمنفذي القانون ميزة إضافية خاصة ضد العقول المدبرة الذين يوجهون الآخرين إلى الأعمال الإجرامية ويقحمونها. أصبح الآن أيضًا أن تصبح عضوًا أو تجنيد أعضاء للانضمام إلى مجموعة الجريمة المنظمة جريمة يعاقب عليها القانون.

## روابط خارجية
- مشروع قانون الجريمة المنظمة